# Åby (Småland)
Åby is een plaats in de gemeente Växjö in het landschap Småland en de provincie Kronobergs län in Zweden. De plaats heeft 451 inwoners (2005) en een oppervlakte van 73 hectare.